# Microdon ocellaris
Microdon ocellaris är en tvåvingeart som beskrevs av Charles Howard Curran 1924. Microdon ocellaris ingår i släktet myrblomflugor, och familjen blomflugor. Inga underarter finns listade i Catalogue of Life.